# The Homesman
The Homesman là một bộ phim viễn Tây sắp phát hành của điện ảnh Mỹ, đạo diễn bởi Tommy Lee Jones, đồng viết kịch bản với Kieran Fitzgerald và Wesley Oliver, dựa trên tiểu thuyết cùng tên của Glendon Swarthout. Bộ phim có sự tham gia của Tommy Lee Jones, Hilary Swank, Hailee Steinfeld, William Fichtner và Meryl Streep. The Homesman đã được lựa chọn tham gia Liên hoan phim Cannes 2014, và là một trong 18 bộ phim chính thức tranh giải Cành cọ vàng.

## Nội dung
Một người phụ nữ tiên phong (pioneer woman) gặp một người đàn ông sắp bị tử hình, nhưng cô đã quyết định giúp ông ta. Tuy vậy, hành vi tử tế của cô không phải miễn phí. Để đổi lấy sự giúp đỡ, người đàn ông phải đồng ý giúp cô đưa 3 người phụ nữ điên từ Nebraska về Iowa, một chặng đường vô cùng nguy hiểm với trộm cướp và những người Anh điêng luôn sẵn sàng xuất hiện.

## Diễn viên
- Tommy Lee Jones trong vai George Briggs
- Hilary Swank trong vai Mary Bee Cuddy
- Hailee Steinfeld trong vai Tabitha Hutchinson
- William Fichtner trong vai Vester Belknap
- Meryl Streep trong vai Altha Carter
- James Spader trong vai Aloysius Duffy
- Grace Gummer trong vai Arabella Sours
- Miranda Otto trong vai Theoline Belknapp
- Sonja Richter trong vai Gro Svendsen
- John Lithgow trong vai Reverend Dowd
- Tim Blake Nelson trong vai The Freighter
- Barry Corbin trong vai Buster Shaver
- Greg Baine trong vai Doorman
- Autumn Shields trong vai Loney Belknap
- Caroline Lagerfelt trong vai Netti
- Richard Andrew Jones trong vai Carmichael
- Jesse Plemons

## Sản xuất

### Diễn viên
Bộ phim bắt đầu tuyển diễn viên vào 27 tháng 4 năm 2013 tại Columbus, Georgia

### Quay phim
Bộ phim bắt đầu khai máy tháng 5 năm 2013 tại Westviller, Lumpkin, Georgia 

### Phát hành
Ngày phát hành cụ thể chưa được thông báo. Bộ phim sẽ được ra mắt tại Liên hoan phim Cannes 2014